# Kathstrauch

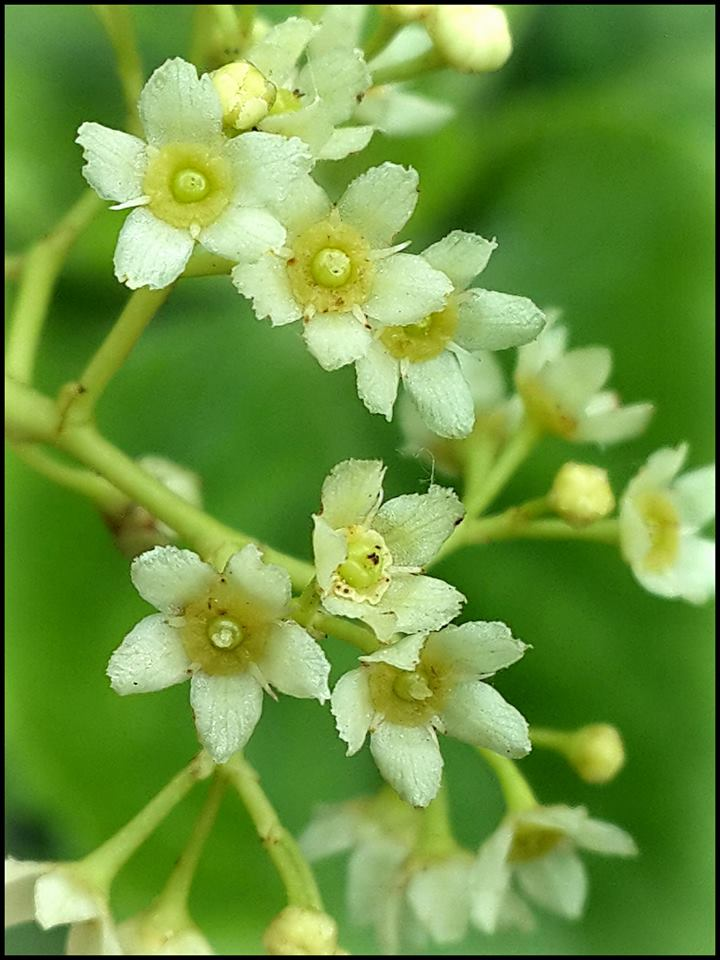
Blüten

Der Kathstrauch (Catha edulis), auch Abessinischer Tee genannt, ist eine Pflanzenart aus der Familie der Spindelbaumgewächse (Celastraceae). Es ist die einzige Art der Gattung Catha. Die Pflanze dient der Herstellung einer berauschenden Droge und wird hauptsächlich in Jemen, Äthiopien, Somalia, Kenia und Oman angebaut.

## Beschreibung
Der Kathstrauch wird als meist immergrüner bis zu 5–6 Meter hoher und mehrstämmiger Strauch angebaut, er kann aber als Baum bis über 20 Meter hoch wachsen. Er hat einfache, ledrige, kahle und mehr oder weniger drüsig-gekerbte, kurz gestielte, elliptische bis verkehrt-eiförmige, meist spitze bis zugespitzte oder rundspitzige Laubblätter. Die unterseits helleren Blätter sind an senkrechten (jungen, orthotropen) Zweigen wechsel- oder an waagrechten (älteren, plagiotropen) gegenständig angeordnet. Sie sind etwa 5–10 Zentimeter lang und 4–5 Zentimeter breit. Die kleinen Nebenblätter sind abfallend.
Es werden achselständige, vielblütige, kurze und zymöse Blütenstände gebildet. Die zwittrigen, sehr kleinen und weißlichen bis hellgelblichen, kurz gestielten Blüten sind fünfzählig mit doppelter Blütenhülle. Der Kelch ist nur klein. Die kurzen Staubblätter sind frei. Der dreikammerige Fruchtknoten ist oberständig mit drei sehr kurzen Griffelästen. Es ist ein fleischiger, leicht gelappter, becherförmiger Diskus vorhanden.
Es werden kleine und lokulizidale, längliche Kapselfrüchte gebildet, die sich dreiklappig öffnen. Es sind bis zu 3 Samen enthalten, die kleinen, braunen Samen sind an einem Ende geflügelt.

## Verwendung
Kath, auch Kat, Qat, Khat, Qad (ar. قات, DMG qāt), Gat, Chat oder Miraa, ist eine Alltagsdroge im Jemen sowie in Äthiopien, in Somalia, im Norden Kenias und in Dschibuti. Es handelt sich dabei um die Zweigspitzen und jungen Blätter des Kathstrauchs, die als leichtes Rauschmittel konsumiert werden. Von ihrer anregenden Wirkung her sind sie vergleichbar mit Coffein.

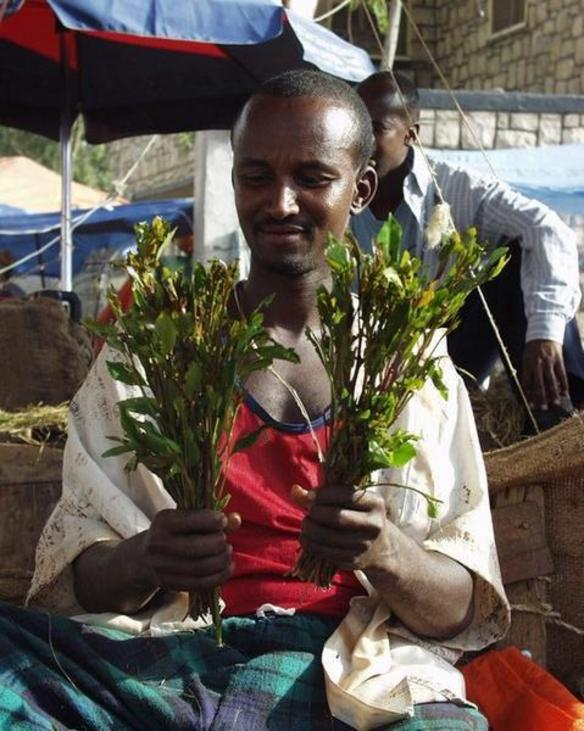
Kathverkäufer in Burao, Somaliland/Somalia

Die Kathblätter werden von den Zweigen gezupft und im Mund zerkaut. Je nach Gewohnheit werden die zerkauten Blätter in der Form von Bällchen in der Backentasche gesammelt oder langsam hinuntergeschluckt. Im Verlauf des Tages können diese Bällchen stark anwachsen; dabei werden sie immer wieder neu befeuchtet und ausgesaugt. Hierfür ist es wichtig, beim Kathkauen Wasser oder Süßgetränke zu sich zu nehmen. Beim Kauen der Kathblätter wird hauptsächlich der Wirkstoff Cathin, ein Amphetamin, über die Mundschleimhaut aufgenommen. Weitere Wirkstoffe sind Norephedrin und Cathinon.
Auch werden die Zweigspitzen und jungen Blätter zermahlen und in Säften, Smoothies und alkoholischen Mixgetränken unter dem Namen Jaba Juice als Trend-Droge in Kenia offen verkauft und vermarktet.
Kath muss schnell nach dem Pflücken konsumiert werden, da er in der Regel innerhalb von ein bis drei Tagen vertrocknet und seine Wirkung verliert. Der Anbau ist sehr lukrativ und hat dadurch zum Beispiel im Jemen andere Kulturen wie Kaffee oder Gemüse weitgehend verdrängt. Der Anbau verbraucht hohe Mengen an Wasser. Im Jemen wurden durch den erhöhten Wasserverbrauch, die damit einhergehende Überlastung der Reserven und die Absenkung des Grundwassers bereits große Ackerflächen zerstört.

### Wirkung
Die Wirkung ähnelt der anderer Amphetamine, ist jedoch deutlich schwächer. Die stimulierende Wirkung wird durch die verstärkte Ausschüttung von Neurotransmittern erreicht, und der Abbau der Transmitter wird unterdrückt. Dadurch stehen für einen begrenzten Zeitraum eine größere Menge der Neurotransmitter bereit, allerdings wird die Nervenzelle hierdurch überreizt und erschöpft. Durch die verstärkte Ausschüttung tritt ein Zustand allgemeinen Wohlgefühls ein, der mit einer angeregt fröhlichen Einstellung einhergeht. Der Wunsch, sich mitzuteilen, wird erhöht, Müdigkeit verschwindet, und das Hungergefühl wird unterdrückt. Hierdurch werden auch die unten beschriebene Gruppenbildung und der gemeinsame Konsum erklärt. Dieser Zustand nimmt etwa nach zwei Stunden ab. Der Rauschzustand klingt in einer eher depressiven Verstimmung aus.
Größere Mengen führen zu Müdigkeit und Benommenheit oder gar einer Vergiftung, die Magenkrämpfe, Erbrechen und sogar einen Kollaps auslösen kann. Der Geschmack der Blätter ist überwiegend bitter. Tabakkonsum verstärkt die Wirkung des Kath. Dauerkonsum führt oft zu Schlafstörungen, Impotenz und antisozialem Verhalten. Langjähriger Kathkonsum scheint mit einem erhöhten Risiko von koronaren Herzkrankheiten und Karzinomen der Mundschleimhaut assoziiert zu sein. Während der Schwangerschaft kann Kath zu einer geringeren Sauerstoffversorgung des Fötus und damit zu einem erhöhten Risiko für Frühgeburten führen. Im Tierversuch mit Ratten löste es aggressives Verhalten aus, Menschen macht es jedoch eher antriebsarm.
Kath verursacht in der Regel keine physischen Abhängigkeiten, allerdings sind psychische wohl bekannt. Auch deshalb unterliegt das im Kath enthaltene Cathinon in Deutschland und Österreich dem Betäubungsmittelgesetz, wodurch Besitz und Handel von Kath reglementiert sind. In Großbritannien ist Kath trotz kontroverser Diskussionen verboten. Auch in anderen europäischen Ländern wie Belgien, Dänemark, Griechenland, Frankreich, Ireland, Italien, Lettland, Litauen, Polen, Slowenien, Finnland, Schweden, Norwegen und der Schweiz ist Kath reguliert. In Dänemark hatte Kath laut Polizeiangaben auf dem Schwarzmarkt 2013 einen Wert von 60 Euro pro Kilogramm.

## Wirtschaftliche und gesundheitliche Bedenken

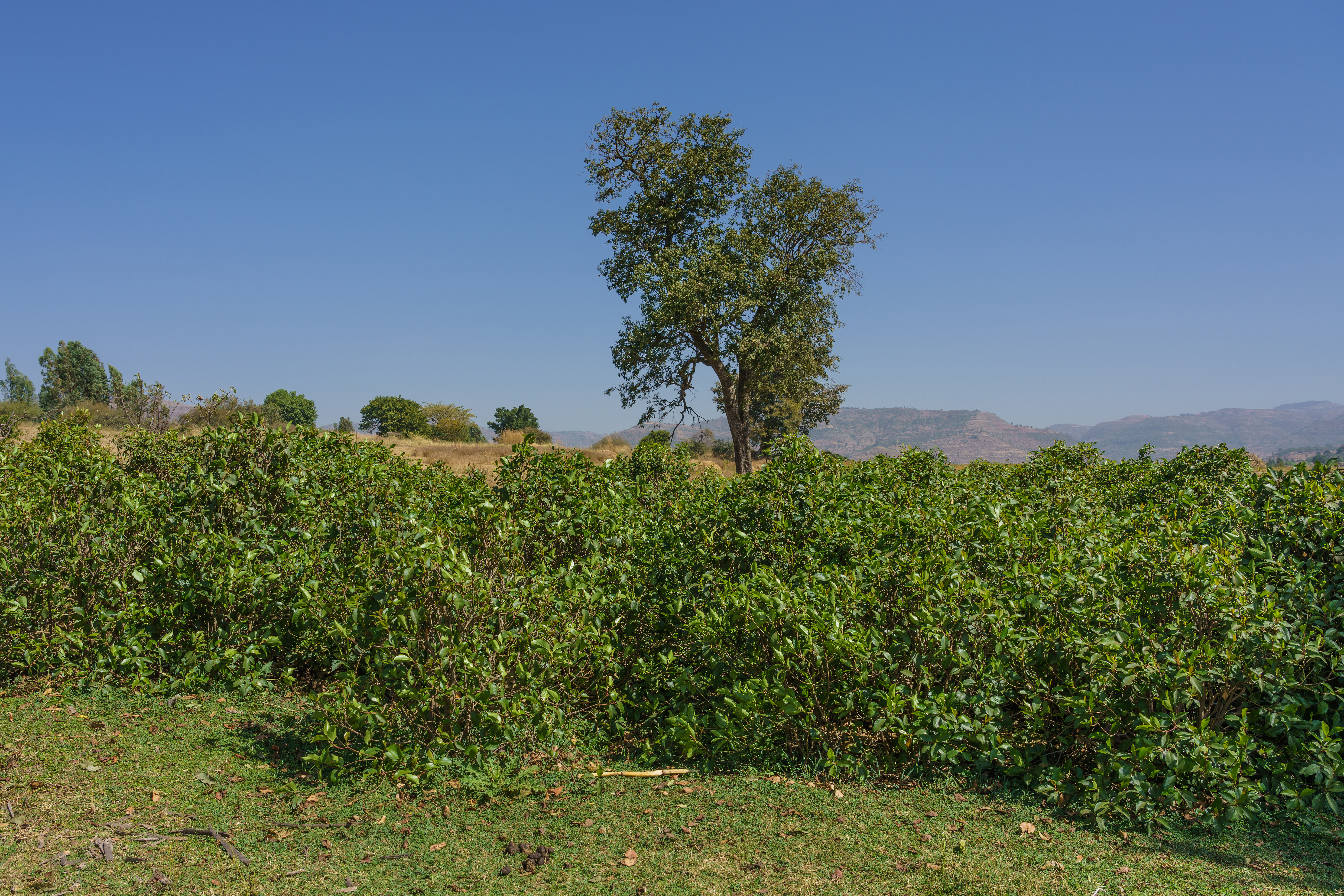
Kath-Plantage bei Bahir Dar, Äthiopien

Der Konsum ist in den Herkunftsländern weithin verbreitet und akzeptiert. Im islamischen Recht wird Kath mehrheitlich als verboten (haram) angesehen. So etwa in Saudi-Arabien; in den Ländern, in denen der Genuss verbreitet ist, wird er von der herrschenden Lehre gerechtfertigt.
In einigen Kathgebieten, wie im nördlichen Kenia, war das Kathkauen ursprünglich ein Privileg der gerontokratischen Gesellschaftsschicht oder des Adels. Mit dem Rückgang der Traditionsformen stieg der Kathkonsum unter jüngeren Menschen, was negative Auswirkungen auf Bildung und Einkommensentwicklung zur Folge hat.
Im Dezember 2007 erklärte der damalige Präsident Jemens Ali Abdullah Salih, er selbst wolle das Kathkauen aufgeben, um damit den Bewohnern seines Landes mit gutem Beispiel voranzugehen. Im Jemen geben viele Bürger einen Großteil ihres Vermögens für ihre Angewohnheit aus. 90 Prozent des Wasserverbrauchs im Jemen ist auf die Landwirtschaft zurückzuführen und davon die Hälfte auf den Anbau von Kath. Dies verschärft zunehmend das Problem der Wasserknappheit in dem niederschlagsarmen Land. Der Anbau von Kath ist auch dafür verantwortlich zu machen, dass der Jemen inzwischen den Großteil seiner Nahrungsmittel importieren muss, da sich der Anbau von Getreide für die Landwirte im Vergleich zu Kath nicht lohnt: Der Anbau und Verkauf von Kath bringt mindestens den zehnfachen Ertrag von Getreide ein.
Eine Studie aus Katar identifizierte Kath-Konsum als Risikofaktor für durch Gehirnblutungen ausgelöste Schlaganfälle und koronare Herzerkrankungen. Ebenso hatten die Patienten einen deutlich schwereren Erkrankungsverlauf.
Der Jemen hat die weltweit höchste Rate an Mund-, Speiseröhren- und Zungenkrebs, wofür im Wesentlichen der unkontrollierte und unsachgemäßige Einsatz von Pestiziden durch die Kath-Bauern verantwortlich ist.

## Geschichte des Kath als Rauschmittel
Schon im Mittelalter gab es meist islamrechtlich begründete Bedenken gegen die Nutzung des Kathstrauches, die zu zeitweiligen Verboten von Konsum und Anbau führten. So untersagte etwa der jemenitische Herrscher Imam Sharaf al-Din (1543–1544) den Kath-Konsum, da er die Pflanze auf eine Stufe mit den Muslimen verbotenen Rauschmitteln stellte. Auch während der Kolonialzeit, als sich Briten, Italiener und Franzosen in den heutigen Staaten Jemen, Dschibuti, Somalia und Kenia mit dem Kath-Konsum konfrontiert sahen, gab es Versuche mit Verboten, der Kontrolle von Märkten und drakonischen Strafkampagnen (auch Erschießungen), den Konsum der Blätter einzudämmen. Ein britischer Appell an den Völkerbund im Jahre 1936 zum Verbot der Droge blieb genauso erfolglos, wie ein einjähriges Verbot des Imports, Handels und Konsums von Kath (1957/58) in der britischen Kronkolonie Aden. Einen letzten Versuch der Kontrolle unternahmen die Franzosen im heutigen Dschibuti im Jahr 1970. Kath-Konsumenten sollten laut einem Gesetz zwangsweise Entziehungskuren unterworfen werden. Das Gesetz konnte jedoch aufgrund des flagranten Mangels an medizinischen Einrichtungen in dem ostafrikanischen Territorium nie umgesetzt werden. Im südjemenitischen Befreiungskrieg gegen die Briten in den 1960er Jahren spielten die Einnahmen aus dem Kath-Anbau eine wichtige Rolle bei der Finanzierung der Stammesaufstände. Das britische Militär ging daher mit großflächigen Luftbombardements gegen den Kath-Anbau vor, so etwa im Januar 1962 in der Bergregion von Jafe.
Auch heute noch versuchen Regierungen und Milizen zu beiden Seiten des Roten Meeres mit Kampagnen und Gesetzen den Handel und Konsum von Kath zurückzudrängen oder diesen zu regulieren, um Profit daraus zu schlagen. In Saudi-Arabien etwa gilt bis heute eine religiöse Fatwa aus dem Jahr 1956, erlassen vom damaligen Großmufti 'Abd al-Latif Al-Shaykh, die Kath auf eine Stufe mit Drogen stellt. Ein königliches Dekret aus dem Jahr 1957 bestraft den Konsum von Kath mit 40 Stockhieben. Saudische Grenztruppen fangen immer wieder große Lieferungen geschmuggelten jemenitischen Kaths an der zerklüfteten Berggrenze ab. Peer Gatter (2012) schätzt den Umfang der pro Jahr nach Saudi-Arabien einsickernden Kath-Lieferungen auf über 30.000 Tonnen, mit einem Gesamtwert von rund einer Milliarde US-Dollar. Im Jemen profitieren rund eine Million Menschen vom Kathschmuggel nach Saudi-Arabien, allen voran die Bauern und Schmuggler selbst, aber auch Landarbeiter, Wasserlieferanten und Arbeitstätige in den Verpackungs- und Transportsektoren.
Jüngst wurde der Kath-Handel im Jemen auch von der al-Qaida-nahen Ansar al-Scharia-Miliz reglementiert. Die Dschihadisten hatten zwischen 2011 und 2012 weite Teile des Südjemens unter ihre Kontrolle gebracht und ließen in den von ihnen beherrschten Städten den Kath-Handel verbieten und die Kath-Märkte ins Umland der Siedlungen verlagern. Im Süden Somalias haben die islamistischen al-Shabab Milizen den Kath-Handel seit 2010 durch diverse Dekrete reguliert und einen Kath-Verkauf durch Frauen verboten. Kath gilt in Somalia als eine der Haupteinnahmequellen der Milizen und die US-Regierung vermutet, dass Kath-Gelder eine wichtige Rolle in der Finanzierung des islamistischen Terrorismus am Horn von Afrika spielen. Die Kontrolle von somalischen Flugpisten, über die Kath-Lieferungen aus Kenia und Äthiopien nach Somalia einsickern, gilt als zentral für den Machterhalt der jeweiligen Warlords und somit auch für den Verlauf der Auseinandersetzungen zwischen rivalisierenden Gruppen. Auch im Jemen spielt der Kath-Handel eine gewichtige Rolle. Die jemenitische Armee und Milizen verteilen Kath an ihre Soldaten (darunter auch Kindersoldaten) als „Motivator“ bei Kampagnen gegen die Aufständischen. Kath wird im Jemen aber auch als Rauschmittel genommen, um den Hunger, unter dem ein Großteil der jemenitische Bevölkerung leidet, zu unterdrücken.

## FAO-Programm zur Reduzierung des Kath-Anbaus
Vor einigen Jahren hat die Weltgesundheits-Organisation begonnen, jemenitische Bauern zum Wechsel auf den Anbau von Gemüse zu motivieren. Unter der männlichen Landbevölkerung sind diese Bemühungen kaum erfolgreich, weil es dort die alte Tradition des gemeinsamen Kath-Konsums gibt.
Jedoch wagen immer mehr Bäuerinnen, sich dem Druck der patriarchalischen Gesellschaft zu widersetzen. Als Pionierin dieses Anbauwechsels gilt Ahlam al-Alaja in einem Gebirgsdorf des nördlichen Jemen. Sie hat gezeigt, dass es trotz der hohen zu erzielenden Preise für Kath kaum Einbußen beim Einkommen gibt; denn der Kathstrauch benötigt täglich mehrere Stunden künstliche Bewässerung, wobei das Grundwasser aus immer tieferen Schichten heraufgepumpt werden muss. Die Kosten dafür belaufen sich auf etwa 20 Dollar pro Tag, was den geringeren Verkaufspreis für Gemüse weitgehend wettmacht.